# Geminoropa scindocataracta
Geminoropa scindocataracta är en snäckart som först beskrevs av Madeleine Gabriel 1930.  Geminoropa scindocataracta ingår i släktet Geminoropa och familjen Charopidae. IUCN kategoriserar arten globalt som sårbar. Inga underarter finns listade i Catalogue of Life.